# Alison Lohman
Alison Lohman, född 18 september 1979 i Palm Springs, Kalifornien, är en amerikansk skådespelare. Hon slog igenom 2002 i rollen som Astrid i filmen Vit oleander och har även haft huvudrollen som Katherine McLaughlin i filmen Flicka.

## Filmografi, i urval
- 2000 – Sharing the secret
- 2005 – Nausicaä från Vindarnas dal (röst)
- 2002 – Vit oleander
- 2003 – Matchstick Men
- 2003 – Big Fish
- 2005 – The Big White
- 2006 – Delirious
- 2006 – Flicka
- 2007 – Beowulf
- 2009 – Drag Me to Hell